# Gonomyia vehemens
Gonomyia vehemens är en tvåvingeart som beskrevs av Alexander 1949. Gonomyia vehemens ingår i släktet Gonomyia och familjen småharkrankar.
Artens utbredningsområde är Peru. Inga underarter finns listade i Catalogue of Life.